# 慶應義塾大学俳句研究会
慶應義塾大学俳句研究会（けいおうぎじゅくだいがくはいくけんきゅうかい）は、楠本憲吉、大島民郎、清崎敏郎が中心となり昭和21年（1948年）設立。会誌『慶大俳句』を発刊（2009年まで第92号）。現指導者は、俳句雑誌『夏潮』を主宰し、日本伝統俳句協会会員、俳人協会幹事、俳文学会会員を務める本井英。

## 略歴
前史は明治33年（1900年）設立の『慶應義塾俳句会』。会員には正岡子規に連なる、『俳諧雑誌』編集者の籾山梓月（吉村江戸庵）、山本卯花、川上零余子、高田紅雪、富吉豊吉、八木都子、阿倍照葉、本塚犬童、岡本癖三酔、河本白雨、富田木歩が集い、明治36年までに『三田俳句会』（みたはいくかい）と名称を変えた。
久保田傘雨(万太郎)、上田梨葉を幹事に迎え、ホトトギス同人の岡本松浜や松根東洋城、原月舟、原石鼎を迎えるなど豪華であった。明治41年には一時衰退したが、吉村椿花（上川井梨葉）、大場白水郎、見學玄、渡辺水巴の応援などで復興した。
久保田万太郎を囲む『いとう句会』が発足すると、久米正雄、高田保、徳川夢声、渋沢秀雄、川口松太郎、堀内敬三、森岩雄、佐佐木茂索、宮田重雄、内田誠、秦豊吉、五所平之助、小島政二郎、伊志井寛、小絲源太郎、鴨下晁湖、槇金一、寺田栄一、西村晋一、三溝又三が名を連ねて参加し、『加比丹』『春燈』なども発刊した。
また渡辺白泉のように、「京大俳句」に参加し新興俳句運動に投じた者も居た。

## 主な出身者
- 大輪靖宏
- 清崎若葉
- 宮脇白夜（方舟）
- 鈴木貞雄（若葉）
- 行方克巳（知音）
- 河野薫
- 西村和子（知音）
- 三村純也（山茶花）
- 中本真人（山茶花）